# Heart Like a Grave
Heart Like a Grave – ósmy studyjny album fińskiego zespołu melodic deathmetalowego Insomnium, wydany 4 października 2019 roku przez wytwórnię płytową Century Media Records.

## Lista utworów
Opracowano na podstawie materiału źródłowego.
| Heart like a Grave | Heart like a Grave    | Heart like a Grave |
| Nr                 | Tytuł utworu          | Długość            |
| ------------------ | --------------------- | ------------------ |
| 1.                 | „Wail of the North”   | 03:05              |
| 2.                 | „Valediction”         | 05:05              |
| 3.                 | „Neverlast”           | 04:46              |
| 4.                 | „Pale Morning Star”   | 08:58              |
| 5.                 | „And Bells They Toll” | 06:01              |
| 6.                 | „The Offering”        | 05:00              |
| 7.                 | „Mute Is My Sorrow”   | 06:02              |
| 8.                 | „Twilight Trails”     | 07:06              |
| 9.                 | „Heart like a Grave”  | 07:05              |
| 10.                | „Karelia”             | 07:49              |
|                    |                       | 1:00:57            |

## Twórcy
Opracowano na podstawie materiału źródłowego.
Zespół Insomnium w składzie
- Niilo Sevänen – wokal, gitara basowa
- Markus Hirvonen – perkusja
- Ville Friman – gitara, wokal
- Markus Vanhala – gitara
- Jani Liimatainen – gitara, wokal

oraz
- Teemu Aalto – wokal
- Aleksi Munter – instrumenty klawiszowe